# Ohio Players
Az Ohio Players egy 1959-től 2002-ig tevékenykedett, népszerű amerikai funkegyüttes volt. Jelen voltak még a hasonló jellegű rhythm and blues és soul műfajokban is. Volt tagjai: Cornelius Johnson, Walter Morrison, Leroy Bonner, Marshall Jones, Robert Jones, Billy Beck, Wes Boatman, Dean Simms, Marvin Pierce, Ralph Middlebrooks, Jimmy Sampson, Vincent Thomas, James Williams, Clarence Willis, Shaun Mac Dedrick, Ronald Nooks, Odeen Mays, Greg Webster, Bruce Napier, Andrew Noland, Clarence Satchell, Bobby Lee Fears, Dutch Robinson, Robert Ward és Charles Dale Allen.

## Története
1959-ben alakultak meg az ohiói Daytonban. Fénykoruk főleg a hetvenes években volt. Legismertebb daluk a Love Rollercoaster, amely szerepelt a 2004-es Grand Theft Auto: San Andreas videójátékban is. A Funky Worm című számuk is megtalálható ugyanebben a videójátékban. Pályafutásuk kezdetén még Ohio Untouchables volt a nevük. Az akkori felállás ez volt: Robert Ward (éneklés, gitár), Marshall Jones (basszusgitár), Clarence Satchell (szaxofon, gitár), Cornelius Johnson (dobfelszerelés) és Ralph Middlebrooks (trombita). Ekkor még a The Falcons zenekar háttér-együtteseként működtek.
1964-ben feloszlottak, mert Robert Ward összeverekedett Marshall Jones-szal. Ward-ra jellemző volt, hogy nem tudta jól vezetni a zenekart. Nem sokkal azonban Ward új tagokat szerzett, akik kirúgták őt a zenekarból, és Leroy Bonnerrel váltották le. Az új dobos Gregory Webster lett. Hozzájuk csatlakozott Bobby Lee Fears és Dutch Robinson is. 1970-ben újból feloszlottak. Az újbóli összeálláskor megint megváltozott a felállás: új tagokat is szereztek a csapatba. Találkoztak George Clintonnal, a népszerű Parliament és Funkadelic zenekarok vezetőjével is a lemezkiadó székhelyén. A Funky Worm dalukat 1973-ban jelentették meg, és első helyezést ért el a Billboard slágerlistáján.
További híres számaik voltak még a Fire és a Who'd She Coo? is. Karrierjük alatt 16 stúdióalbumot dobtak piacra. Az évek alatt több tag is elhunyt: Clarence Williams 1995-ben, Ralph Middlebrooks 1997-ben, Vincent Thomas 2008-ban, Robert Ward szintén 2008-ban távozott az égi vadászmezőkre, Cornelius Johnson 2009-ben hunyt el, Leroy Bonner 2013-ban, Marshall Jones 2016-ban, végül Walter Morrison 2017-ben.
Az Ohio Players 2002-ben véglegesen feloszlott.

## Diszkográfia
- Observations in Time (1969)
- Pain (1972)
- Pleasure (1972)
- Ecstasy (1973)
- Skin Tight (1974)
- Fire (1974)
- Honey (1975)
- Contradiction (1976)
- Angel (1977)
- Mr. Mean (1977)
- Jass-Ay-Lay-Dee (1978)
- Everybody Up (1979)
- Tenderness (1981)
- Ouch! (1981)
- Graduation (1984)
- Back (1988)